# Volturno (divinità)
Volturno (latino Volturnus o Vulturnus) è il nome di una divinità etrusca, ammessa nel pantheon romano alla fine delle guerre contro i popoli etruschi. La divinità era venerata a Roma, nel Velabro, quartiere etrusco della città, ove le era stato dedicato un tempio. Era venerato in Campania nella zona di Capua, antico limite territoriale della civilizzazione etrusca, ove veniva venerato come fiume.

## Volturno romano ed etrusco
Era ritenuto dalla storiografia di inizio '900 un dio romano, omonimo del fiume campano e a Roma patrono del vento caldo di sud-est (il moderno scirocco). In realtà di questo dio abbiamo testimonianza dagli storici romani che venne introdotto a Roma in seguito alle lotte tra romani ed etruschi, quando dopo la conquista di Volsinii l'immagine del dio ivi venerato fu portata a Roma per evocare la sua protezione a favore dei romani e toglierla agli etruschi.
Al suo culto era preposto un flamine minore, il flamine volturnale; le sue festività erano denominate Volturnalia e si celebravano il 27 agosto.
Secondo lo scrittore cristiano Arnobio, Volturno era ritenuto il padre di Giuturna. 
La vecchia scuola positivista riteneva che Volturno essendo un dio fluviale fosse collegato con il Tevere. Tale identificazione derivava dalla omonimia tra il dio romano e il fiume campano, e da ciò si era supposto che Volturnus fosse stato un antico nome del Tevere, forse il nome datogli dagli Etruschi. In realtà non esiste alcun indizio che attribuisca al Tevere un nome diverso da quelli conosciuti, cioè l'arcaico Albula e i successivi Thybris e Tiberis.
L'archeologo Mario Cristofani scrisse, nel 1985, un lungo articolo intitolato “Voltumna-Vertumnus”, per il museo Claudio Faina di Orvieto, in cui sosteneva che tutte le conoscenze che abbiamo di questo dio derivano solo da testimonianze letterarie ed epigrafiche latine, in relazione al cosiddetto Fanum Voltumnae, il santuario federale degli etruschi ove avvenivano le assemblee annuali delle poleis (città) etrusche e nell'articolo documenta con precisione filologica l'identità dei termini Voltumna, Volturnus e Vertumnus, nomi che hanno come base la radice verbale indoeuropea vert o volt che significa cambiare, ricominciare. 
Cristofani affermava che il nome della divinità comparve in epoca repubblicana come Vertumnus o Volturnus, mentre l'accezione di Veltumna è stata tramandata dagli annalisti come pronuncia colta etrusca.                                                                                                                                                                                                                                                  Il nome di Volsinii proverrebbe dalla stessa radice verbale, a dimostrazione dell'omogeneità linguistica del sito, mentre le differenti variazioni di scrittura del nome di Volturno potrebbero derivare dalla ben nota complessità dei “dialetti” etruschi.
Sempre secondo Cristofani il nome deriverebbe dal mostro Volta, sorta di drago che nell'Historia Naturalis di Plinio, distruggeva con il fuoco le campagne vulsiniesi. 
L'autore latino scrive che “emerge dagli Annali del Pontefice Massimo che mediante riti e invocazioni si possono condizionare i fulmini, come fece Porsenna”, e cioè che il re etrusco, conoscendo l'Arte Fulgorale, invocati gli dei, li convinse a distruggere con un fulmine il drago Volta, mostro che infestava le campagne vulsiniesi, distruggendo tutto con il suo fiato infuocato. Sempre Plinio, parlando dei fulmini ricorda che “una volta Volsinii città ricchissima degli etruschi, fu completamente distrutta da un fulmine”.
Secondo l'archeologo Francesco Nicosia, soprintendente per alcuni anni in Etruria Settentrionale, rileggendo i testi di Plinio e di Livio, si desume che “Volta era una creatura mostruosa, mezzo uomo e mezzo-bestia”, che nelle campagne vomitava valanghe di materiale incandescente seminando lo sterminio, ma “acquietatosi, diventò amico della razza umana, donò fertilità alla terra, creò il bacino lacustre, le forme delle cose viventi e di quelle inerti, lo stupendo paesaggio ricco di foreste, popolato di animali”, “era il Voltumna, o Vertunna, il mutevole, principe degli dei etruschi e dell'etrusca Velzu (𐌖𐌆𐌋𐌄𐌅, nome originario di Volsinii) che aveva il suo tempio ove ogni anno si riunivano i dignitari della Confederazione, re sacerdoti detti lucumoni insieme a folle di pellegrini e si deliberavano interessi comuni di pace e di guerra, si tenevano i giochi gladiatori, sacri misteri e altre manifestazioni religiose”.
Il carattere fluviale del dio romano Volturno fu respinto già nel 1960 da Kurt Latte che invece avanzò la proposta di identificarlo come "forza del vento".
Gli studi di Georges Dumézil hanno chiarito, sulla base delle testimonianze letterarie classiche, che il dio Volturnus a Roma indica il vento di sud-est, nocivo ai vigneti e agli alberi da frutto, e scongiurato con i Volturnalia.
Favorino, citato da Aulo Gellio, riferisce che il terzo vento, quello che viene dal punto in cui il sole si alza al solstizio d'inverno, i Romani lo chiamano Vulturnuus e la maggior parte dei Greci, con un nome composto, Eurónotos, perché si situa tra il Noto e l'Euro.
Da una testimonianza di Columella sappiamo che anche in Betica (Spagna meridionale) i contadini chiamavano Volturnus il vento caldo che devastava le viti all'inizio della Canicola, se non venivano coperte da stuoie di palma.
L'etimologia del nome del dio non è molto chiara; secondo Theodor Mommsen sarebbe derivata dalla radice uoluere, in quanto accettava l'interpretazione "fluviale" del dio. Altri hanno proposto un collegamento con il nome dell'avvoltoio, o con il nome del monte Voltur nei pressi di Venosa, ricordato già da Orazio. Per Kurt Latte, potrebbe avere un'origine etrusca sulla base dell'esistenza del nome proprio etrusco Velthurna.
Volturno è indicato, anche da Varrone, come il principale dio degli etruschi e sia Properzio che Ovidio asseriscono che era il “dio confederale” dei 12 popoli etruschi e per questo motivo i romani avevano cercato di attirarne i favori, perché in origine sarebbe stata loro ostile ed essendo il patrono di tutta l'Etruria ed in particolar modo di Volsinii, l'avevano “indotto” con la evocatio a cambiare sede, trasportandone l'immagine a Roma ed edificandogli un tempio, appositamente per averlo favorevole che sorgeva verso il Tevere, tra Aventino e Palatino, fuori dal pomerio delle mura serviane, trattandosi di divinità straniera. Varrone ricorda che già ai tempi di Romolo era venerato come divinità secondaria, introdotta ufficialmente a Roma da Tito Tazio col nome di Vertumnus o Volturnus ed aveva un sacerdote, il “flamine volturnale”, introdotto anch'esso, durante la dominazione etrusca; anch'egli conferma l'esistenza di una statua del dio lungo il “Vicus Tuscus”, tra Palatino e Velabro che veniva addobbata dai commercianti etruschi coi fiori, frutta, con strumenti e vesti tipiche delle attività agresti. 
Varrone conferma che gli antichi eruditi e i poeti latini, facevano derivare il suo nome da “vertere”, cambiare, pertanto era il dio dell'Annus Vertens, con la facoltà di cambiare le cose, come il suo stesso aspetto, o cambiare addirittura il corso del Tevere, evitando i danni delle inondazioni. Lo scrittore poneva Vertunno, con Quirino, Ops, Flora, introdotti a Roma da Tito Tazio, tra gli dei di “terza funzione”, protettori delle colture di stagione, sino a darsi il cambio con Autumnus che giungeva subito dopo “ai grappoli della prima uva”.
Lo storico romano Sesto Pompeo Festo, vissuto nel II secolo, ricorda anch'egli di avere visto il tempio di Volturno nei pressi dell'Aventino ove era collocata la statua togata di M.F. Flacco, il conquistatore di Vulsinii. 
Chiaramente la sua venerazione attecchì maggiormente dopo l'impresa di Flacco e ispirò Propezio per la IV Elegia in cui il dio dice di vedere, dal suo tempio collocato presso l'ansa del Tevere, il Foro Romano e di recare in mano i frutti dell'orto e sulla fronte una ghirlanda di fiori. Si vanta inoltre di sapersi trasformare in ragazzo o in uomo, in falciatore o soldato, mietitore, Apollo, Bacco, Fauno, auriga, pescatore, mercante, pastore, fioraio, con tutti i corrispettivi attributi iconografici.

## Volturno campano
Volturno è anche il dio patrono dell'omonimo fiume campano. Di questa divinità resta la testimonianza di una protome d'arco proveniente dall'anfiteatro dell'antica Capua. Volturnum era anche l'antico nome dell'attuale città di Capua, prima ancora di Casilinum; secondo il linguista Massimo Pittau avrebbe un'origine etrusca. Secondo l'etruscologo Giulio Mauro Facchetti, il nome della città (e quindi del dio-fiume) si riferirebbe al falco avvistato il giorno della fondazione e interpretato come segno divino di buon auspicio.
Il poeta Stazio descrive la statua del dio collocata sul ponte costruito da Domiziano sul fiume Volturno: lo rappresentava sdraiato come ad un banchetto con in testa una corona di canne palustri intrecciate. Il poeta immagina che il dio-fiume si lamenti con voce roca del peso delle arcate del ponte, rimpiangendo il lieve peso delle zattere che solcavano le sue acque. Anche altri poeti latini cantarono il dio-fiume Volturno: Lucano e Silio Italico.